# Bíňa
Bíňa este o comună slovacă, aflată în districtul Nové Zámky din regiunea Nitra. Localitatea se află la altitudinea de 130 m deasupra n.m., se întinde pe o suprafață de 23,5 km2 și în 2017 număra 1.451 de locuitori.

## Istoric
Localitatea Bíňa este atestată documentar din 1135.

## Demografie
| An:                | 1994 | 2004   | 2014   | 2024   |
| ------------------ | ---- | ------ | ------ | ------ |
| Număr de persoane: | 1439 | 1466   | 1468   | 1403   |
| Diferență:         |      | +1,87% | +0,13% | −4,42% |

| An:                | 2023 | 2024   |
| ------------------ | ---- | ------ |
| Număr de persoane: | 1411 | 1403   |
| Diferență:         |      | −0,56% |